# Onjali Q. Raúf
Onjali Qatara Raúf (Inglaterra, fevereiro de 1981) é uma autora britânica e fundadora de duas ONGs: "Making Herstory", uma organização de direitos da mulher que combate o abuso e o tráfico de mulheres e meninas no Reino Unido; e a "Equipe de Ajuda a Refugiados de O", que aumenta a conscientização e arrecada fundos para apoiar organizações de ajuda a refugiados na linha de frente.

## Biografia
Onjali Raúf possui herança de Bangladesh. Seu trabalho é influenciado em parte por suas experiências de racismo na infância. “Quando comecei a ser chamada de Paki, comecei a sentir [minha diferença]. Eu me perguntei: por que não há ninguém que se pareça comigo nos livros? Então, eu queria escrever esses personagens”, disse ela em entrevista ao The Guardian, em 2019. Onjali Raúf foi criada em Londres.

## Carreira
O primeiro romance infantil de Onjali Raúf publicado pela Orion Children's Books, The Boy at the Back of the Class, ganhou vários prêmios, com base em sua própria experiência no fornecimento de comboios de ajuda de emergência para famílias de refugiados que sobreviveram em Calais e Dunquerque, províncias da França. Inspirada numa mãe síria e num bebê que encontrou num campo de refugiados de Calais, retrata a crise dos refugiados através dos olhos de uma criança. Foi um best-seller do Sunday Times, vencedor do Blue Peter Book Award de melhor história de 2019, vencedor geral do Waterstones Children's Book Prize de 2019, e nomeado para o Carnegie Medal Children's Book Award. No mesmo ano, ela também foi selecionada para o Prêmio Jhalak, nas categorias de livro escrit por uma pessoa negra e de autora inovadora no BAMB (Books Are My Bag) Readers' Awards.
Seu segundo livro, The Star Outside My Window, falou de esperança e resiliência diante da violência doméstica através dos olhos inocentes de uma menina de 10 anos. Este foi selecionado para o primeiro Diverse Book Awards, e o British Book Awards de 2020, na categoria de Livros do Ano. Ele também fez parte da longa lista dos prêmios UK Literacy Association Book.
Onjali Raúf foi nomeada pela BBC uma das 100 Mulheres mais inspiradoras e influentes de todo o mundo em 2019. Em dezembro de 2019, ela falou sobre "Por que as crianças são nossa mais poderosa esperança de mudança" no evento TEDx LondonWomen.
Sua publicação de 2021 em Barrington Stoke, The Great (Food) Bank Heist (ilustrações de Elisa Paganelli), trouxe a perspectiva de uma criança sobre a pobreza alimentar no Reino Unido.
Além de escrever para publicações como The Guardian, Onjali também é colaboradora do programa Pause For Thought da BBC Radio 2.
Onjali Raúf foi nomeada Membro da Ordem do Império Britânico (MBE) nas Honras de Ano Novo de 2022, pelos serviços prestados à literatura e aos direitos das mulheres.

## Lista de obras
- O menino no fundo da turma (2018)
- A estrela fora da minha janela (2019)
- O dia em que conhecemos a rainha (2020)
- O herói do ônibus noturno (2020)
- O Grande Assalto ao Banco (Alimentos) (2021)
- O Leão Acima da Porta (2021)
- Esperança no horizonte: um manual infantil sobre empatia, gentileza e como fazer um mundo melhor (2022)
- Onde a magia cresce: contos únicos de maravilha e encantamento (2023)

## Prêmios
- Prêmio Blue Peter Book 2019, Melhor História: O Menino no Fundo da Classe[8]
- Prêmio Waterstones de Livro Infantil de 2019, Ficção Juvenil e Vencedor Geral: O Menino no Fundo da Classe[10]
- Ela foi nomeada Membro da Ordem do Império Britânico (MBE) nas Honras de Ano Novo de 2022.